# Acer laisuense
Acer laisuense é uma espécie de árvore do gênero Acer, pertencente à família Aceraceae.